# Felipe Segundo Guzmán
Felipe Segundo Guzmán (La Paz, 17 de janeiro de 1879 — La Paz, 16 de junho de 1932) foi um político boliviano e presidente de seu país entre 3 de setembro de 1925 e 10 de janeiro de 1926.